# Тайва
Тайва (яп. 大和町 Тайва-тё:) — посёлок в Японии, находящийся в уезде Курокава префектуры Мияги. Площадь посёлка составляет 225,59 км², население — 27 527 человек (31 июля 2014), плотность населения — 122,02 чел./км².

## Географическое положение
Посёлок расположен на острове Хонсю в префектуре Мияги региона Тохоку. С ним граничат город Сендай, посёлки Томия, Осато, Рифу, Сикама и село Охира.

## Население
Население посёлка составляет 27 527 человек (31 июля 2014), а плотность — 122,02 чел./км². Изменение численности населения с 1980 по 2005 годы:
| 1980 | 18 662 чел. |  |
| 1985 | 18 768 чел. |  |
| 1990 | 18 814 чел. |  |
| 1995 | 22 856 чел. |  |
| 2000 | 24 410 чел. |  |
| 2005 | 24 509 чел. |  |

## Символика
Деревом посёлка считается клён, цветком — рододендрон.